# Enrico Pescatore

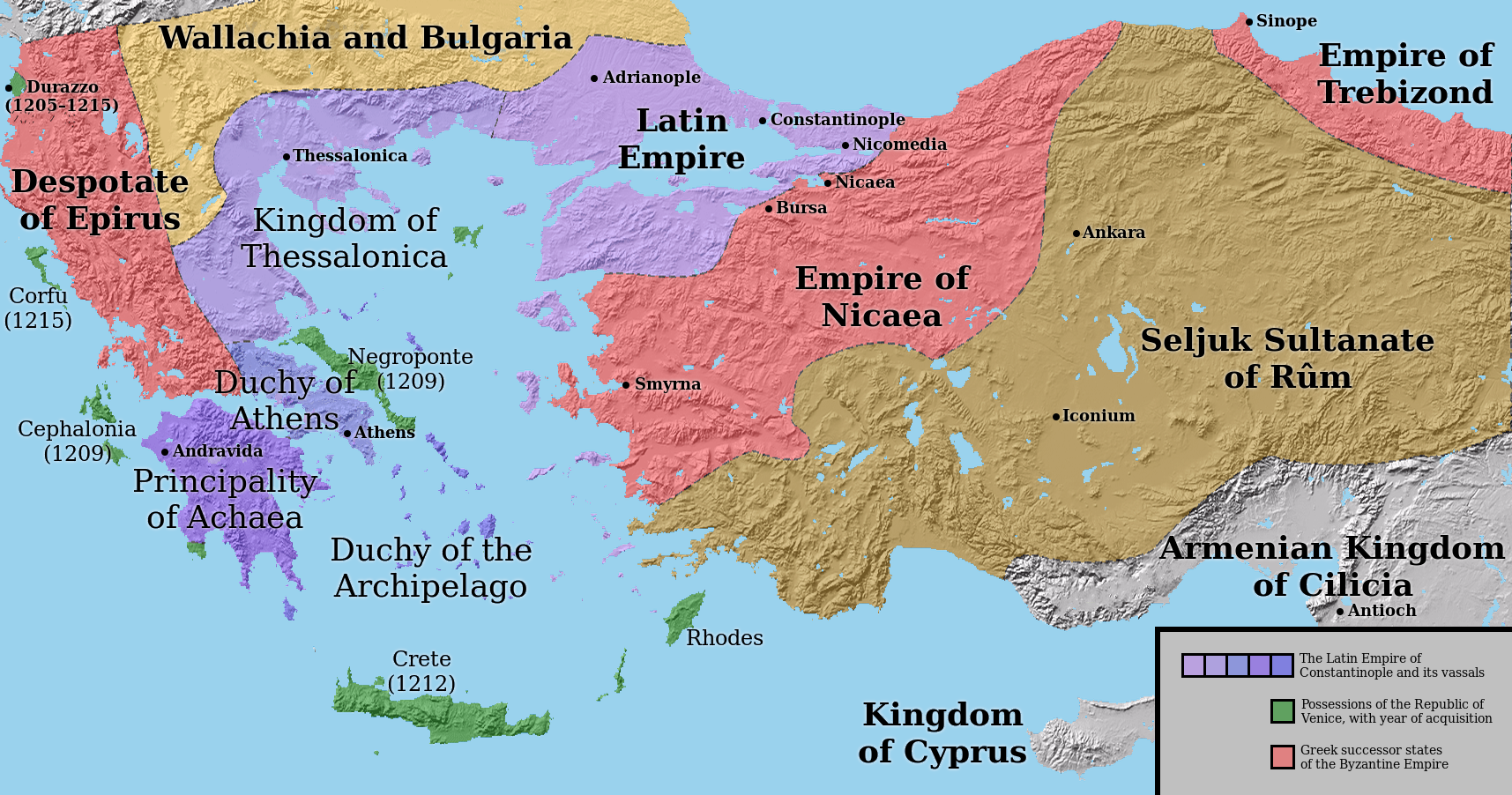
Kréta pod benátskou kontrolou, latinské křižácké státy a řecké nástupnické státy po Byzanci v době po čtvrté křížové výpravě v Řecku a Anatolii

Enrico Pescatore, hrabě z Malty, byl janovský dobrodruh, admirál, kaper, místodržící v Candii a pirát operující ve středozemním moři na počátku 13. století. Jeho skutečné jméno bylo Enrico nebo Arrigo del Castro, či dell Castello, ale byl znám jako Enrico, či Henrico Pescatore (což byla jeho italská přezdívka znamenající „rybář“) popřípadě Pistore.

V roce 1206 hrabě Enrico využil čtvrté křížové výpravy a oslabené byzantské moci a ve jménu Janovské republiky se zmocnil ostrova Kréty. Kréta byla původně jako kořist určena vůdci křížové výpravy Bonifácovi z Montferratu, ale své nároky na ostrov prodal Benátčanům výměnou za Soluňské království na řecké pevnině. Benátčané se rozhodli janovskou invazi z ostrova vytlačit a po několika letech války se jim Enricovy vojáky podařilo vyhnat. Janované si podrželi konterolu pouze nad přístavem Chania.
V roce 1225 byl Enrico se svým loďstvem najat, aby doprovázel německou flotilu galér císaře Friedricha II., která měla převézt císařovu nevěstu, jeruzalémskou princeznu, Jolandu k Friedrichovi.